# Moisés Kogan
Moisés Kogan (24 de mayo de 1879, Orhei-3 de marzo de 1943, Auschwitz) fue un escultor y artista gráfico ruso-judío. Viajó sin descanso por toda Europa y, ocasionalmente, en París, encontró un segundo hogar. Creó esculturas y dibujos sobre todo de desnudos femeninos. Los Archivos Moissey Kogan de la Fundación Cultural Europea en Bonn están recopilando y grabando la obra completa del artista.

## Datos biográficos
El padre de Moisés (Moissey , Moise o Moshe) era comerciante . Sobre su educación no es bien conocida. Era técnicamente muy dotado y tenía habilidades artísticas adquiridas como autodidacta. En el año 1889 fue presentado a Simon Hollósy en la colonia de artistas húngaros de Nagybánya. Kogan vivió desde 1903 en Múnich. Era alumno en las clases preparatorias para el ingreso en la escuela de bellas artes y se formó temporalmente cuando Wilhelm von Rümann en la Academia de Bellas Artes de Múnich. En 1908 expuso por primera vez en París en el Salon d'Automne. Formó parte del grupo expresionista Nueva Asociación de Artistas de Múnich hasta al menos 1909.  El coleccionista de arte y mecenas Karl Ernst Osthaus , que en años posteriores por Kogan buscado, le facilitó el traslado como docente en la escuela del Museo Folkwang de Hagen; no regresó a Múnich ni a París. Por invitación de Henry van de Velde, enseñó brevemente en la Escuela de Arte de Weimar. Llevó una vida errante, y cambió muy a menudo de residencia, vivió entre otros lugares, en Suiza y en Berlín, donde estuvo en contacto con Max Sauerlandt que le facilitó un cobijo precario. En la década de 1920 las obras de Kogan se pudieron ver en las exposiciones del grupo de artistas Secesión de Berlín.

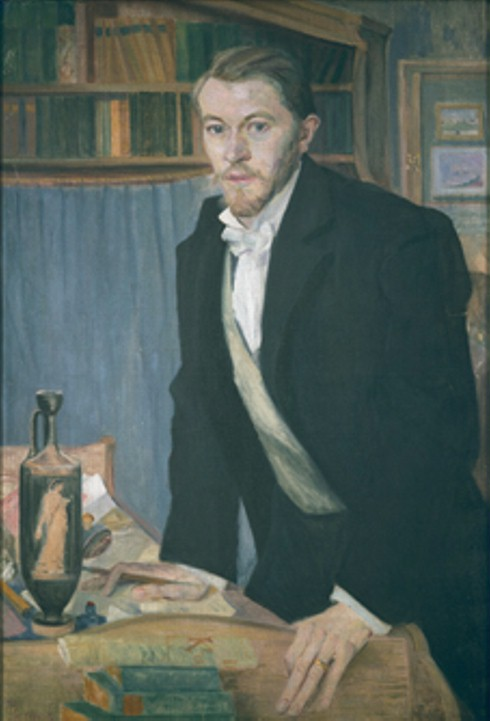
El coleccionista y mecenas Karl Ernst Osthaus (Imagen: Pintura de Ida Gerhardi) fue uno de los principales promotores de Kogan.

Kogan mantuvo amistad con muchos artistas, por ejemplo, con Kandinsky, Jawlensky y Maillol. Fue miembro del Salón de Otoño de París, participó activamente en el jurado y fue nombrado vicepresidente del departamento de selección de esculturas en 1925. Desde ese año hasta su muerte cambió de ubicación varias veces, entre París y los Países Bajos, donde fue amigo de algunos coleccionistas y marchantes de arte. Desde 1933, Kogan fue prohibido en Alemania como artista judío. En la exposición "Arte Degenerado" en Berlín de 1938, algunas de sus obras fueron exhibidas. Kogan se retiró cada vez más del público. El 22 de febrero de 1943 fue deportado de París, y murió poco después en el campo de concentración de Auschwitz.
Actualmente el archivo Moissey Kogan de Bonn está dedicado a la revisión académica de su obra y la realización de un inventario de su patrimonio.
Kogan era un miembro de la Asociación Alemana de Artistas (Deutschen Künstlerbundes), de la Deutscher Werkbund y de Sonderbundes de Düsseldorf.
Moisés Kogan es mencionado en la novela de Jonathan Littell,  Die Wohlgesinnten (Las benévolas).

## Obra
Kogan comenzó su actividad artística con piedras preciosas, medallas, placas, floreros, bordados y dibujos. Una vez en París , al entrar en contacto con los escultores Maillol, Rodin y Lehmbruck, volvió a la escultura pura. Le interesa sobre todo el desnudo femenino y su belleza natural. Creó pequeñas esculturas y relieves sobre todo en el estilo neoclásico. Inicialmente, la terracota fue su material de trabajo preferido, posteriormente el yeso. Muchas piezas preparadas para su fundición en bronce no fueron realizadas, ya que sus recursos financieros eran insuficientes. Sus esculturas no tienen fecha ni firma y esto hace difícil su clasificación. Kogan quería hacer escultura de gran formato, pero no tenía clientes que financiasen las obras; tenía preparados diferentes diseños en papel , para sus proyectos de esculturas, que guardaba enrollados. Las figuras de sus esculturas mostraban una gracia frágil, con el lenguaje corporal del clasicismo, aparentemente espiritual pero al mismo tiempo sensual. La obra contiene una fuerte pulsión o conmoción interior del artista. Su obra es atemporal y muy personal y se basa en las principales corrientes de la escultura contemporánea."
En los años 20 produjo xilografías y linóleos y muchos grabados . "Incluso las obras gráficas de Kogan están exclusivamente dedicadas a la figura femenina. El lenguaje visual es el mismo que en la escultura. Los contornos suaves y las líneas de composición corporal, están a menudo a expensas de la corrección anatómica. Deja a un lado la expresión para evitar las formas afiladas y angulares. " En sus dibujos, trabajó con tiza, carboncillo y sanguina.
Las obras de Kogan estuvieron fuertemente influidas por la inestabilidad espacial del artista. Trabajaba en cualquier sitio con la maleta preparada dispuesto a dejarlo todo. Muchas de sus obras se han perdido, otras se conservan en colecciones particulares. En algunas ocasiones, como ocurrió en Ámsterdam, Kogan vendió sus obras en la calle Si hacemos caso al galerista franco-alemán y marchante de arte Daniel-Henry Kahnweiler,  Kogan habría trabajado muy lentamente, lo que suponía un problema para su proyección comercial.
Las obras de Kogan se conservan en numerosos museos, entre ellos el Museo Stedelijk de Ámsterdam,  en el Museo Duisburg Lehmbruck , en la Kunsthalle de Bremen,  en la colección de arte del Museo Essen Folkwang , en el Staatliche Galerie Moritzburg de Halle, en el Museo de Artes y Oficios de Hamburgo , en la colección Sammlung Haubrich del Museo Ludwig de Colonia y en la Galería Municipal de la Lenbachhaus de Múnich.

## Exposiciones
- 2004: Ernst-Barlach-Haus , Hamburgo ( Drei Künstlerschicksale )
- 2002: Clemens-Sels-Museum , Neuss
- 2002/2003: Gerhard-Marcks-Haus , Bremen (Retrospectiva)
- 1993: Stedelijk Museum , Ámsterdam
- 1980: Singer -Museum, Laren
- 1955: Galerie Zak, París
- 1929:  Galería de Alfred Flechtheim , Berlín
- 1926: Secesión berlinesa , Berlín (participación en ferias)
- 1922: Karl Ernst Osthaus-Museum , Hagen
- 1921: Galería de arte Bernheim-Jeune , París
- 1913 Museo Folkwang , Hagen (participación en ferias)
- 1912: Deutscher Künstlerbund , Bremen (participación en ferias)
- 1908: Salon d'Automne- Salón de Otoño de París

## Libros ilustrados y catálogos
- Sebastian Giesen: Freundlich – Gangolf – Kogan. Drei Künstlerschicksale. Ernst-Barlach-Haus, Hamburg 2004, ISBN 3-9807916-9-6
- Katharina Henkel: Moissey Kogan (1879–1943). Sein Leben und sein plastisches Werk. Ed. GS, Düsseldorf 2002, ISBN 3-921342-65-1
- Arie Hartog, Kai Fischer, Ingo Trauer: Moissey Kogan: Moissey Kogan (1879–1943). Ruheloser Geist und Gestaltete Anmut. Verein der Freunde und Förderer des Clemens-Sels-Museum, Neuss 2002, ISBN 3-936542-02-3
- John Rewald (Vorwort): Ausstellungskatalog „Moissey Kogan“, Galerie Zak, París 1955
- Gerhart Söhn: Moissey Kogan. Bausteine zu einer Monografie. Edition GS, Düsseldorf 1980, ISBN 3-921342-33-3
- Karl Witt: Jizo. Bibliophile Buchausgabe mit Holzschnitten von Moissey Kogan. Galerie Flechtheim, Goslar 1922